# Euphorbia velligera
Euphorbia velligera là một loài thực vật có hoa trong họ Đại kích. Loài này được Schauer mô tả khoa học đầu tiên năm 1847.